# Haggard
Haggard – niemiecki zespół muzyczny grający symfoniczny gothic metal, założony w 1991 w Monachium. Łączy on muzykę folk, poważną, średniowieczną ze współczesnym doom metalem. Zespół zaczął od grania death metalu w 1991, jednak jego styl uległ zmianie po pierwszych demach. Do 2000 roku grupa liczyła 21 członków. Wszystkie utwory napisał wokalista i gitarzysta Asis Nasseri.

## Muzycy
Obecny skład zespołu
| - Asis Nasseri - śpiew, gitara (od 1991) - Luz Marsen - perkusja, kotły (od 1991) - Fiffi Fuhrmann - śpiew (tenor), krzywuła (od 1994) - Hans Wolf - organy, pianino, klawesyn (od 1994) - Ingrid Nietzer - keyboard, pianino, organy, klawesyn - Steffi Hertz - skrzypce (od 1994) - Michael Stapf - altówka (1994, od 2000) - Claudio Quarta - gitara (od 2000) - Ally Storch-Hukriede - skrzypce - Patricia Krug - wiolonczela - Ferinda - wiolonczela - Anna Batke - flet | - Catalina - flet - Veronika Kramheller - śpiew (sopran) (od 2003) - Susanne Ehlers - śpiew (sopran) (od 2004) - Tom - śpiew (tenor) - Johannes Schleiermacher - wiolonczela (od 2004) - Ivica Percinlie - kontrabas (od 2004) - Michael Schumm - kotły, dzwony (od 2004) - Giacomo Astorri - gitara basowa - Manuela Kraller - śpiew (sopran) - Linda Antonetti - obój, flet - Andreas Fuchs - instrumenty perkusyjne, waltornia |

Byli członkowie
| - Karin Bodenmüller - śpiew (sopran) (1994-2000) - Sasema - śpiew (sopran) (1997-1999) - Nicolo - śpiew (bas baryton) - Taki Saile - śpiew, pianino - Gaby Koss - śpiew (1998-2004) - Andi Hemberger - śpiew - Thomas Rosato - śpiew (1994, 2000) - Christian - śpiew (1994, 2000) - Markus Reisinger - gitara - Danny Klupp - gitara (1994-2000) - Andi Nad - gitara basowa (1994-2004) - Florian Schnellinger - gitara basowa, śpiew (1997-2000) - Robin Fischer - gitara basowa (2004-2005, 2008) - Georg Uttenthalter - gitara basowa (1994, 2000) - Florian Schnellinger - instrumenty perkusyjne | - Vera Hoffmann - skrzypce - Judith Marschall - skrzypce - Andrea Sterr - skrzypce (1994, 2000) - Kerstin Krainer - skrzypce (1997) - Doro - skrzypce - Kathrin Hertz - wiolonczela - Katharina Quast - wiolonczela - Agnes - obój - Florian Bartl - waltornia, obój - Robert von Greding - klarnet (1994-2000) - Mark Pendry - klarnet - Kathrin Pechlof - harfa (1994-2000) - Christoph von Zastrow - flet (1994-2000) - Andreas Peschke - flet - Peter Prysch - waltornia (1994, 2000) |

## Dyskografia
Albumy
- And Thou Shalt Trust... The Seer (1997, Last Episode)
- Awaking the Centuries (2000, Drakkar Productions)
- Eppur Si Muove (2004, Drakkar Productions)
- Tales of Ithiria (2008, Drakkar Productions)

Minialbumy
- Progressive (1994, wydanie własne)

Albumy koncertowe
- Awaking the Gods - Live in Mexico (2001, Drakkar Productions)

Kompilacje
- Era Divina (2009, Nastvind Records)

Dema
- Introduction (1992, wydanie własne)
- Once... Upon A December's Dawn (1995, wydanie własne)

## Wideografia
- In A Pale Moon's Shadow/A Midnight Gathering (VHS, 1998, Last Episode)
- Awaking the Gods - Live in Mexico (DVD, 2001, Drakkar Productions)